# Kitty Kielland
Kitty Lange Kielland (Stavanger, 8 ottobre 1843 – Kristiania, 1º ottobre 1914) è stata una pittrice norvegese.

## Biografia
Kitty Lange Kielland nacque a Stavanger nel 1843, seconda dei sette figli del console e direttore di banca Jens Zetlitz Kielland (1816-1881) e Christiane Lange (1820-1862). Tra i suoi fratelli vi fu lo scrittore e politico Alexander Kielland (1849-1906).
La famiglia Kielland faceva parte dell'élite economica e politica della piccola cittadina di Stavanger ed era estremamente facoltosa, Kitty Kielland crebbe con un'educazione europea e nell'abbondanza. Iniziata alla pittura dal padre che dipingeva nel tempo libero iniziò a prendere lezioni di disegno e pittura dalla pittrice Fanny Zeuthen. Un periodo di malattia la costrinse ad una vita molto sedentaria e per un breve periodo all'uso della sedia a rotelle, in queste circostanze la giovane si appassionò alla pittura, il suo desiderio di avere una formazione presso un paesaggista si scontrò però con l'opposizione paterna.
Nel 1872, in occasione di una visita di Hans Fredrik Gude questo convinse il padre a permetterle di studiare, Kitty si trasferì in Germania a Karlsruhe dove essendo donna non le era concesso di frequentare l'accademia delle belle arti, dal 1873 al 1875 frequentò quindi privatamente le lezioni di Gude.
Nel 1875 si trasferì a Monaco, città che ospitava una nutrita colonia di studenti d'arte norvegesi tra i quali Harriet Backer, Asta Nørregaard, Benedicte Scheel, Hans Heyerdahl, Erik Werenskiold, Gerhard Munthe, Christian Skredsvig e Theodor Kittelsen. A Monaco condivise l'appartamento con Harriet Backer, Kitty fu allieva di Eilif Peterssen e del pittore tedesco paesaggista Hermann Baisch.
Durante il periodo estivo Kitty tornava regolarmente in Norvegia, all'estate del 1876 risale il suo primo soggiorno a Bjerkreim e la scoperta artistica dei paesaggi delle brughiere di Jæren con i primi studi. Nel 1877, rientrata a Monaco, dipinse Landskap fra Jæren primo di una serie di paesaggi di Jæren.
Nella primavera del 1879 si recò a Parigi, sempre con Harriet Backer. Nel 1880 Kitty divenne allieva del paesaggista Léon Germain Pelouse, influenzata dalla sua pittura en plein air modificò il suo stile passando a pennellate brevi e dense con colori vivi, un esempio è il quadro Blomstrende tre i Cernay-la-Ville. Trascorse l'estate 1881 in Bretagna dipingendo con Pelouse di cui fu allieva fino alla metà degli anni Ottanta del XIX secolo. Al periodo parigino risalgono anche diverse rappresentazioni di interni tra cui Parisinteriør in cui è dipinto lo studio condiviso con Harriet Backer.
Uno dei motivi preferiti furono le torbiere di Jæren, rielaborò due studi del 1878 che l'anno successivo vennero accettati al Salon, l'anno dopo vi prese parte con altri due dipinti sul tema tra cui il grandioso e malinconico Torvmyr (Torbiera), prese parte alle edizioni del Salon fino al 1883. Le rappresentazioni successive delle torbiere di Jæren sono realizzate con toni più chiari e ariosi, traspare l'influenza di Pelouse.
Trascorse l'estate del 1884 a Kvalbein, fino al marzo del 1885 rimase in Norvegia prendendo parte al dibattito sulla questione femminile, nel 1884 fu una delle fondatrici dell'Associazione norvegese per i diritti delle donne. A questo periodo risalgono alcuni scritti come il racconto Mors kjæledægge (1885) sulle differenze nell'educazione dei ragazzi e delle ragazze. Nel 1886 pubblicò Kvindespørgsmaalet (La questione delle donne), un pionieristico testo sul femminismo in risposta al libro dallo stesso titolo del pastore Michael J. Færden. Nel testo espone pensieri e argomenti sui temi della femminilità e della condizione femminile in rapporto all'arte che furono poi ripresi da Simone de Beauvoir nel suo Le Deuxième Sexe.
Durante un soggiorno a Bosvik insieme ad Harriet Backer nel 1884, dipinse Efter solnedgang (Dopo il tramonto), primo esempio di soggetto norvegese declinato secondo le tendenze neoromantiche francesi influenzate dall'opera Le Bois sacré di Pierre Puvis de Chavannes esposta al Salon di quello stesso anno.
L'anno successivo Kitty soggiornò a Fleskum insieme ad altri artisti tra cui Christian Skredsvig, Erik Werenskiold, Eilif Peterssen, Gerhard Munthe e Harriet Backer. Nelle opere di questo periodo il motivo principale sono gli specchi d'acqua.
Nel 1889 tornò a Oslo dove fu membro del comitato per la sezione norvegese dell'Esposizione Universale di Parigi del 1889.
Dipinse spesso con Harriet Backer a Sandvika, nell'estate del 1892, convalescente da un intervento chirurgico, trascorse un periodo ad Åsgårdstrand, dove dipinse con Hans Heyerdahl.
Negli anni Novanta del XIX secolo proseguì la prevalenza dei motivi da Jæren, si avvicinò però anche all'arte decorativa con alcune rappresentazioni di fiori, elaborò una bozza per una decorazione a fiori per una linea di porcellane della fabbrica Egersund Fayanse.
Partecipò all'esposizione universale di Parigi del 1900 con due quadri dello Jotunheimen, i motivi montani dominarono l'ultima fase della sua opera in cui si coglie l'influenza del danese Jens Ferdinand Willumsen e del sintetismo. A partire dal 1905 ebbe problemi nervosi, negli ultimi anni di vita soffrì di demenza senile.
Alla sua morte lasciò un'ingente somma in lascito alla Galleria nazionale di Oslo con la disposizione di sostenere le forme d'arte che "rompono con la tradizione".

## Galleria d'immagini

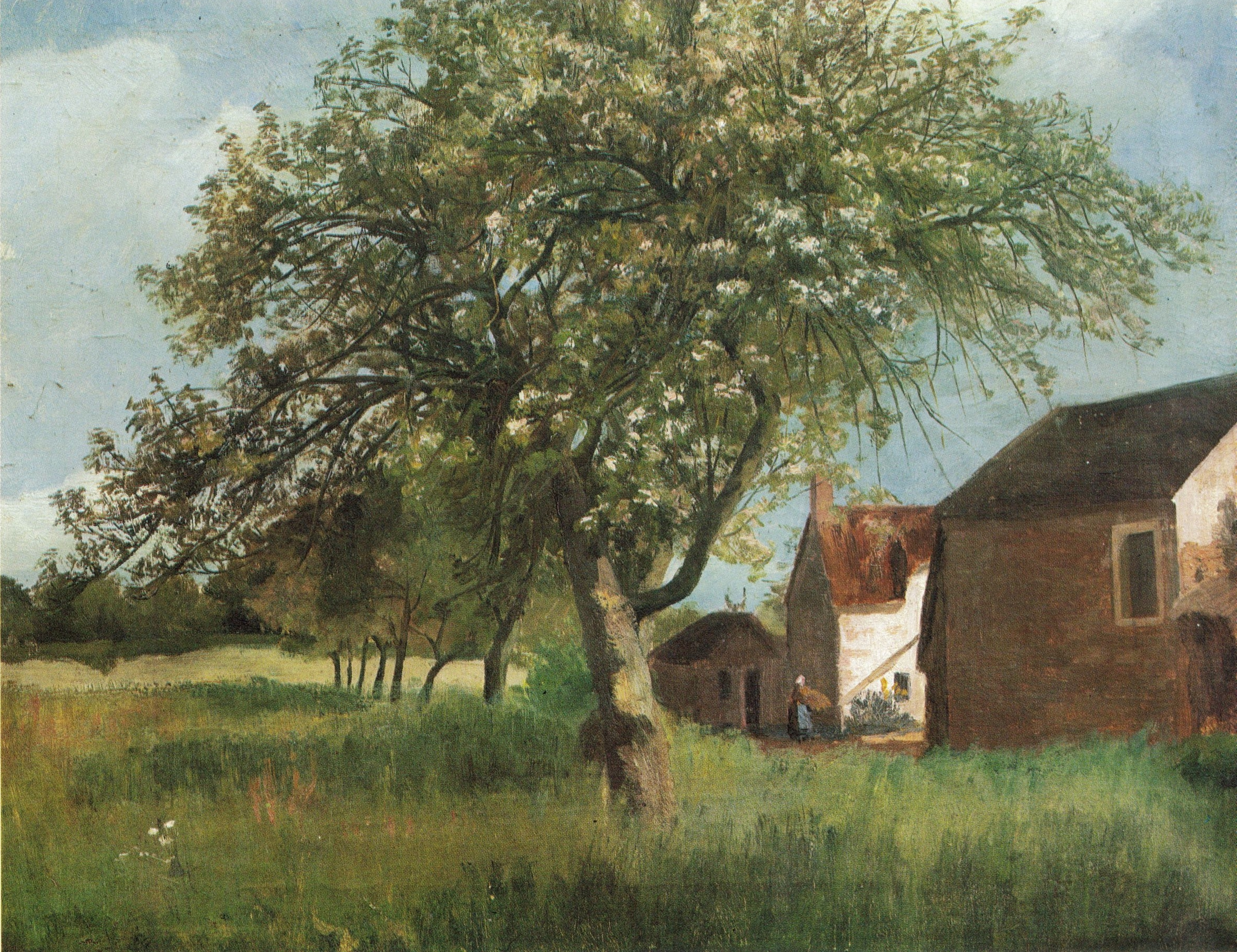
Blomstrende tre i Cernay-la-Ville
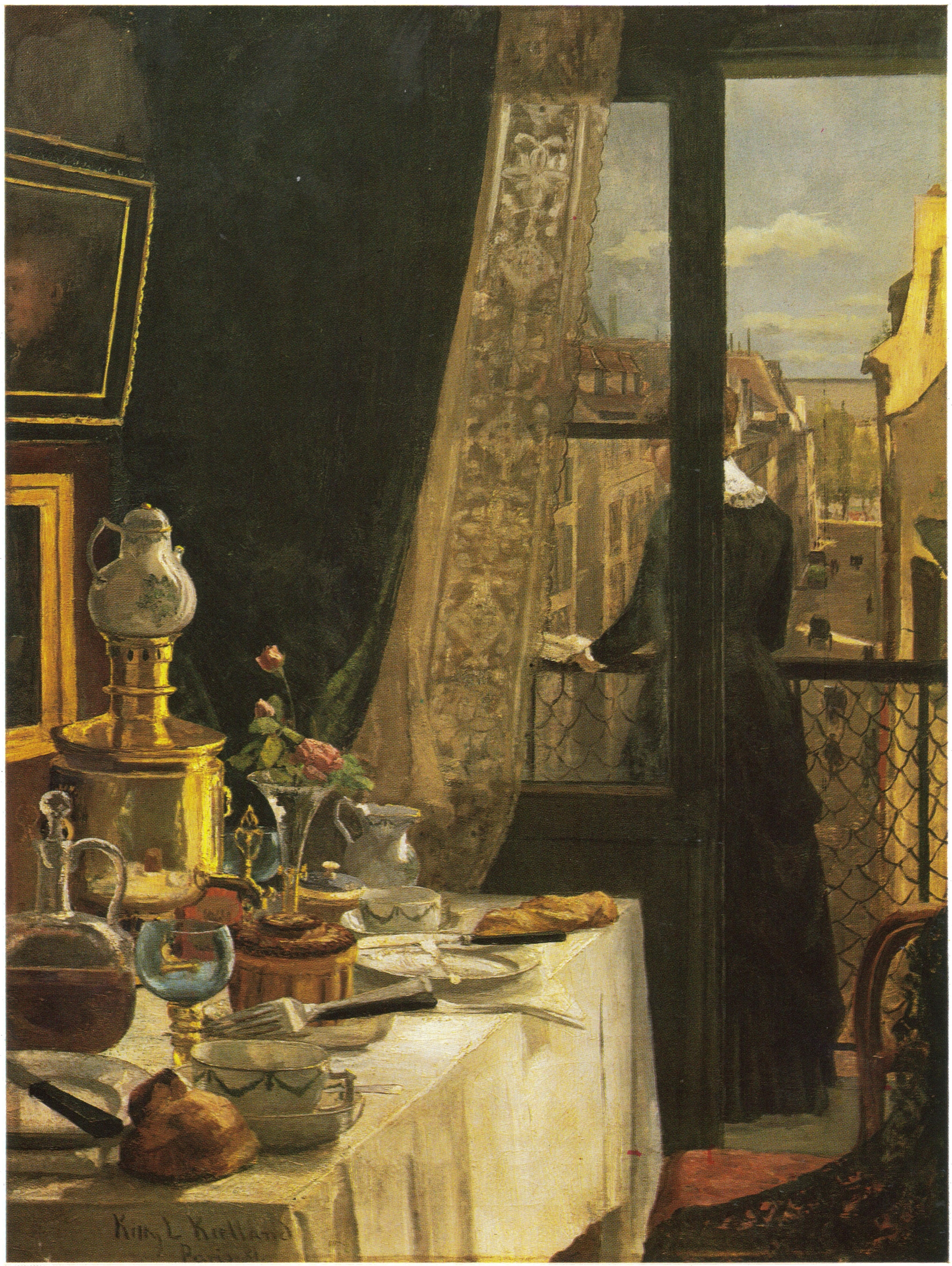
Parisinteriør
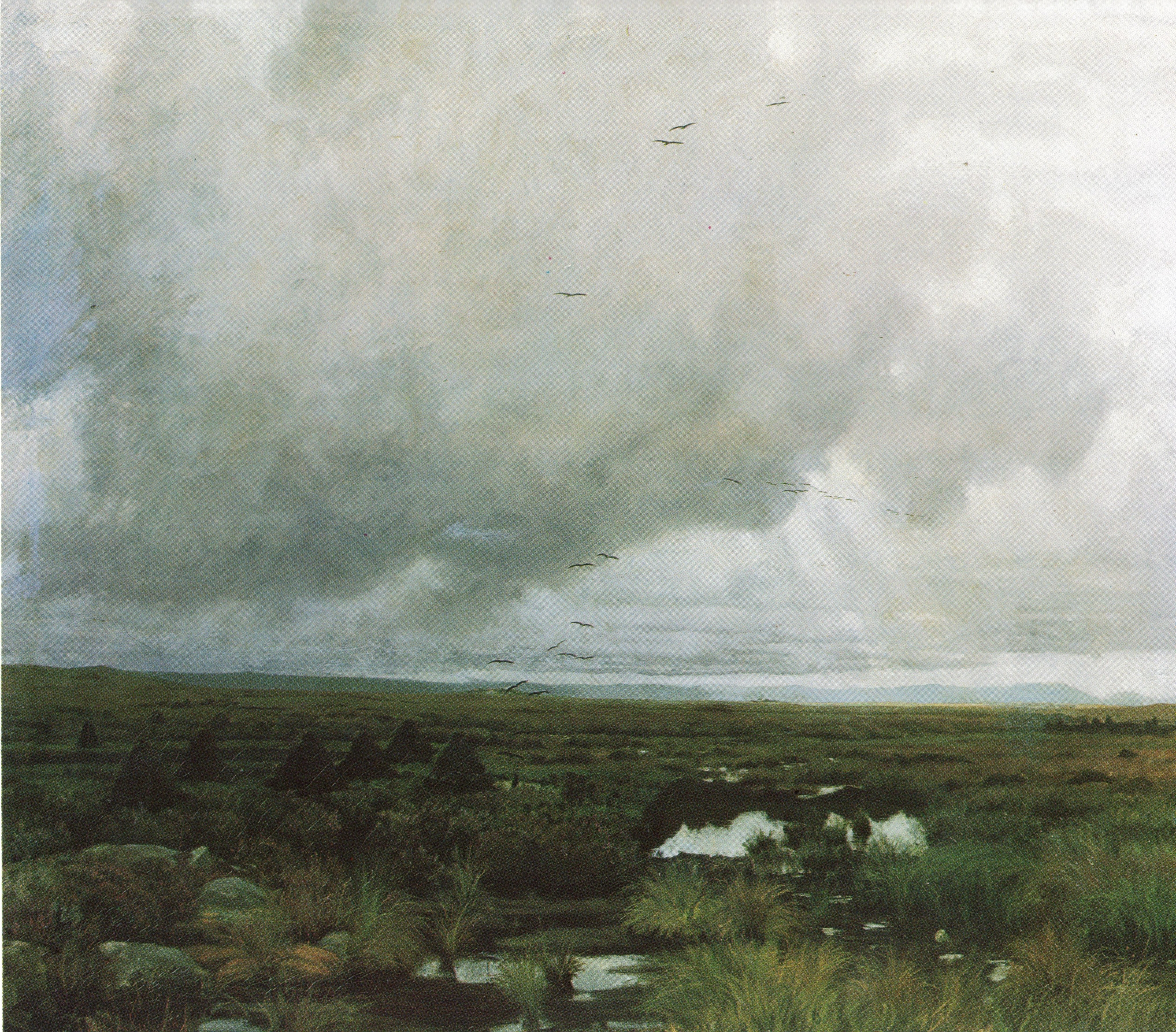
Torvmyr